# شمیستان علیزمانلی
شمیستان علیزمانلی - سخنگوی نظامی آذربایجان، خواننده سرودهای میهن پرستانه نظامی، رئیس اتحادیه عمومی «حمایت از تبلیغات میهن پروری» است.

## حیات
علیزامانلی شامستان حسین اوغلو در ۴ فوریه سال ۱۹۵۹ در منطقه مارنئولی جمهوری گرجستان زاده شد.
در سال ۱۹۷۷–۷۹ او در ارتش شوروی در آکادمی نظامی به نام VV Kuibyshev در مسکو خدمت کرد.
در سال ۱۹۷۹–۸۱ وی به عنوان بازیگر در تئاتر دولتی درام جمهوری آذربایجان جعفر جبارلی کار کرد. در سال ۱۹۸۵، وی از دانشگاه فرهنگ و هنر، دانشکده بازیگری نمایش و فیلم فارغ‌التحصیل شد.
هنگامی که وی به عنوان گوینده در رادیوی دولتی آذربایجان شروع به کار کرد، برای یک دوره آموزشی به مسکو اعزام شد. وی با موفقیت در دوره دیکته در مسکو فارغ‌التحصیل شد. او خود چنین گفت: " سرنوشت باعث شد تا در سال ۱۹۸۶ از رادیو دولتی آذربایجان به عنوان کارآموز در شرکت پخش رادیو و تلویزیون دولتی اتحاد جماهیر شوروی سوسیالیستی به مسکو اعزام شوم. لویتان قبلاً درگذشته بود و معلم من ایلیا پروودوفسکی، دوست نزدیک لویتان بود. من چیزهای زیادی در مورد لویتان آموختم. "
در سال ۱۹۹۲، وی به تلویزیون دولتی آذربایجان منتقل شد. در آن زمان آنها به دنبال گوینده ای از وزارت دفاع بودند که صدای او خواستار بسیج مردم شد و در صدای او ایستادند. سپس او ۱۰ سال در وزارت دفاع کار کرد، او یک افسر ذخیره است.

## خلاقیت
شمیستان علیزمانلی کار خود را به عنوان گوینده نظامی آغاز کرد. هر از گاهی او را با یوری لویتان، گوینده رادیو اتحادیه و گوینده کمیته دولتی تلویزیون و رادیو تحت شورای وزیران اتحاد جماهیر شوروی شوروی مقایسه می‌کردند.
در شرایط آغاز جنگ قره باغ و کمبود آوازهای وطن دوستانه نظامی در آذربایجان، شامستان علیزمانلی شروع به خواندن ترانه‌های نظامی - میهن دوستانه کرد.
در هنگام تهیه ویدئوی "“Belə-belə işlər”" (چنین و چنین چیزهایی)، شامستان علیزمانلی قول می‌دهد که اولین آهنگ خود را به قهرمان ملی آذربایجان یوسیف میرزاایف تقدیم کند. آهنگ " سرباز شجاع " ساخته و سروده شاهین موسی اوغلو پس از مرگ قهرمانانه یوسیف میرزاایف به او تقدیم شد.
در حال حاضر آهنگ‌های وی در واحدهای نظامی ارتش ملی آذربایجان اجرا می‌شود. شمیستان علیزمانلی به عنوان یکی از مروجان موسیقی نظامی و ورزش‌های رزمی آذربایجان شناخته می‌شود. وی سالها میهمان دانشگاه‌ها، مدارس و مهدهای کودک در آذربایجان بوده، با معلمان، دانشجویان و دانش آموزان دیدار کرده و آنها را به میهن‌پرستی، عشق به کشور، اتحاد و یکپارچگی فرا خوانده‌است. یکی از این رویدادها، مکتب رهبری "آذربایجان - کشور من!" بود که بیش از ۱۰۰ دانش آموز را که در مدارس مختلفی که توسط دفتر کمیسر حقوق بشر (مباشر حقوقی) جمهوری آذربایجان سازمان یافته‌است، متحد می‌کند. در یک سری از رویدادها شرکت داشت
Shamistan Alizamanli چندین آهنگ را به عنوان دوئت با هنرمند ممتاز آذربایجان نوریا حسینوا اجرا کرد. تاکنون دیسک‌های زیر از آهنگ‌های Shamistan Alizamanli منتشر شده‌است:
- "میهن را صدا می‌کند"
- "سپرده میهن"
- "میهن من"

وی همچنین تهیه‌کننده
تعدادی کلیپ و مجموعه شعر در قالب یک ترکیب موسیقی است:
- "کوه قفقاز راه به ما بده"[۱۰]
- "سرباز شجاع پایدار باش"[۱۱]
- " دریای سیاه موج می‌زد "[۱۲]
- "گلستان"[۱۳]
- "یا قره باغ یا مرگ"[۱۴]

در سال‌های اخیر، شامستان علیزمانلی در حال کار بر روی ترانه‌های جدید میهن پرستانه است. ترانه‌های او «کوچه شهدا»، «راهپیمایی سرباز»، «پسر شجاع من، ستوان من»، «سوگند»، «گلوله‌های مبارک» نیز با صدای او موفق بودند.
برای سالهای زیادی، خدمات دولتی برای بسیج و خدمت اجباری همراه با قدرت‌های اجرایی منطقه "من آماده دفاع از سرزمین مادری هستم!" شمیستان علیزمانلی با اجرای سرودهای میهن دوستانه و همچنین برگزاری برنامه‌ها در تمام مناطق آذربایجان. شمیستان علیزمانلی توسط مدال خدمات بسیج و خدمت اجباری "برای خدمات در آموزش میهنی نظامی" و توسط وزارت دفاع "صدمین سالگرد ارتش آذربایجان (۱۹۱۸–۲۰۱۸)" مدال جمهوری آذربایجان اهدا شد. زمینه دیگر فعالیت مهاجران به ابتکار کمیته دولتی کار با دیاسپوراست. پروژه ای نیز برای وزارت خارجه وجود دارد به نام «قره باغ: تاریخ واقعی» که توسط شمیستان علیزمانلی ارائه شده‌است.

## فیلم‌شناسی
شمیستان علیزمانلی در دوبله کردن چندین فیلم شرکت نموه است از آنجمله فیلم «کوروغلو».
علاوه بر این، فیلم‌های زیر با صدای او پخش شد:
1. افراد عجیبی که خبرهای بد می‌آورند (فیلم، ۱۹۹۳)
2. گودیالچای
3. کوراوغلو
4. بازگشت (فیلم، ۲۰۱۸)
5. ارطغرل Resurrection: Ertugrul (مجموعه تلویزیونی، ۲۰۱۴)

شمستان علیزمانلی در "Resurrection Ertugrul" یکی از پرطرفدارترین سریال‌های تاریخی ترکیه بازی کرد و در این سریال نقش اوزان (آشیق) را بازی کرد. وی در چندین قسمت از سریال‌های "خدا با ترکان باشد" (قسمت ۱۲۲)، "ظفر بسم الله" (قسمت ۱۲۷)، "شجاعان قدم بزنید" (قسمت ۱۳۶) و "سلیمان شاه اوغلو یگیت ارطغرل" (قسمت ۱۳۸) ظاهر شد) خواننده سرودها بوده‌است. هر سریال در ۸۵ کشور جهان به ۲۵ زبان دنیا پخش می‌شود و مورد علاقه ۲٫۶ میلیارد نفر است، و آهنگ "Allah Türke Yar Olsun" وی و صحنه ای که وی در آن بازی کرده‌است با تعداد رکورد بازدید به یادگار مانده‌است.

## سفرها و کنسرت‌های خارجی
در سالهای ۱۹۹۸، ۱۹۹۹ و ۲۰۰۲ وی از آلمان، شهرهای مختلف جمهوری ترکیه، بسیاری از مناطق روسیه، قزاقستان، اوکراین، ترکمنستان بازدید کرد و کنسرت برگزار کرد. وی در جشنواره بین‌المللی موسیقی در سوئیس و کنگره اقوام ترک در کشورهای مختلف شرکت کرد. وی در کنگره آذربایجانی‌های جهانی در دونتسک اوکراین کنسرت برگزار کرد.
وی همیشه در کنگره توران مجارستان و ترکیه (کنگره بزرگ) به عنوان عضو هیئت آذربایجان هر دو سال یک بار در مجارستان نمایندگی دارد. او در بخش فرهنگی این مراسم ترانه‌های میهن دوستانه می‌خواند.